# Fausto Stiz
Fausto Stiz (Stans, 15 febbraio 1952) è un ex ciclista su strada e dirigente sportivo italiano.
Attivo tra i dilettanti dal 1973 al 1980, vinse un Giro d'Italia dilettanti, un Tour du Lac Léman, una Flèche du Sud e diverse classiche italiane di categoria.

## Palmarès
- 1973 (dilettanti)

Tour du Canton de Genève
Tour du Lac Léman
- 1974 (dilettanti)

1ª tappa Settimana Ciclistica Bergamasca
- 1975 (dilettanti)

Gran Premio Industria Commercio Artigianato Carnaghese
Piccola Tre Valli Varesine
Classifica generale Flèche du Sud
- 1977 (dilettanti)

Milano-Tortona
Prologo Settimana Ciclistica Bergamasca (cronometro)
- 1978 (dilettanti)

Classifica generale Giro d'Italia dilettanti
Trofeo Piva
- 1980 (dilettanti)

Classifica generale Flèche du Franche Comté
Classifica generale Giro d'Abruzzo
Rho-Macugnaga

## Piazzamenti

### Competizioni mondiali
- Campionati del mondo

Nürburgring 1978 - In linea Dilettanti: 5º